# Erich Hauser
Pour les articles homonymes, voir Hauser.
Erich Hauser, né le 15 décembre 1930 à Rietheim-Weilheim et mort le 28 mars 2004 à Rottweil, est un sculpteur allemand.

## Galerie

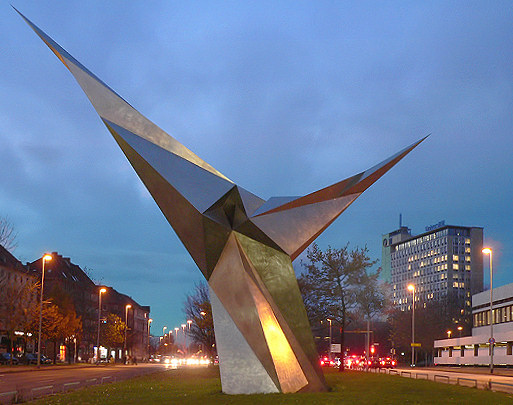
Stahlengel
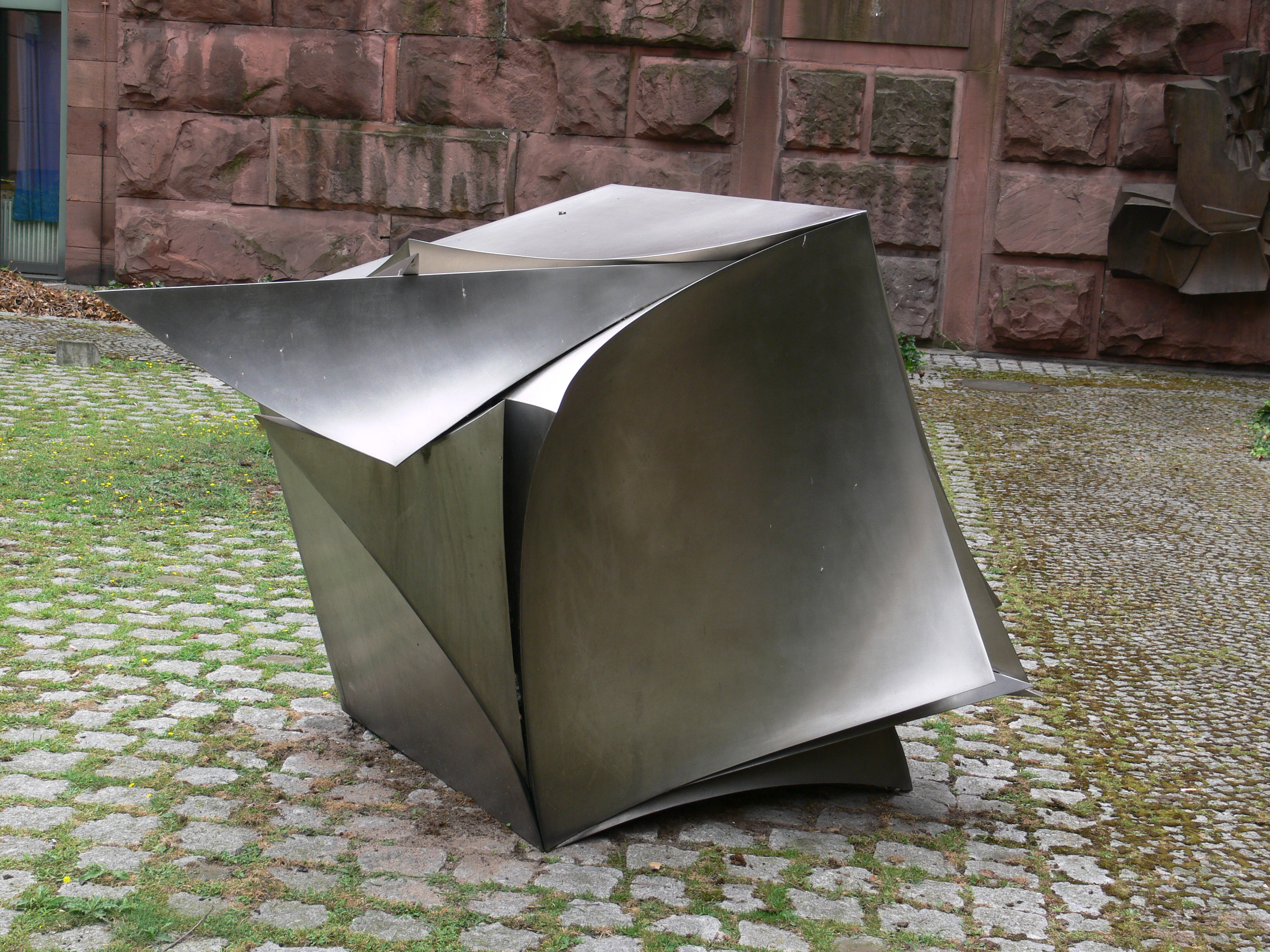
Skulpturengarten der Kunsthalle
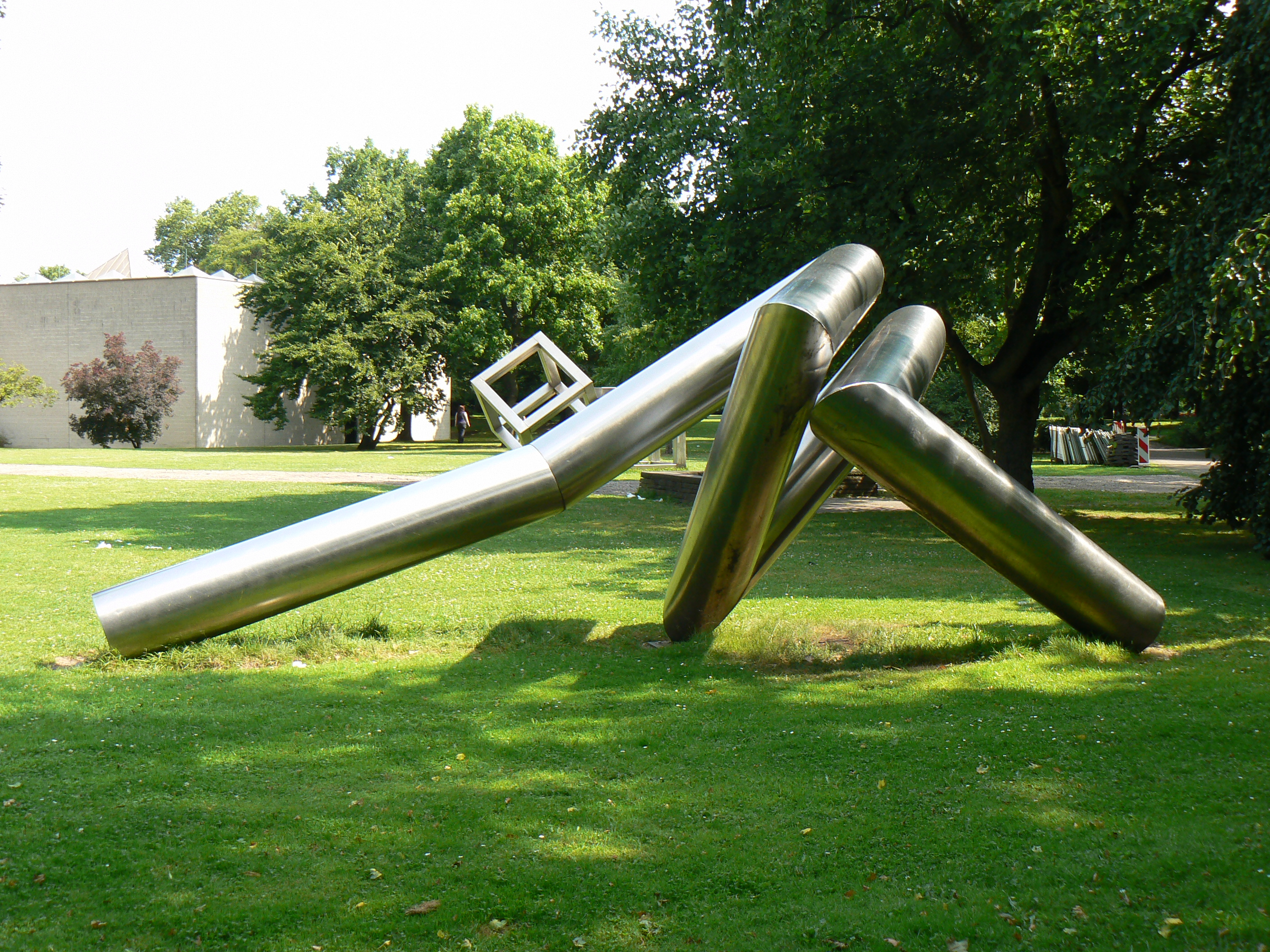
Duisbourg
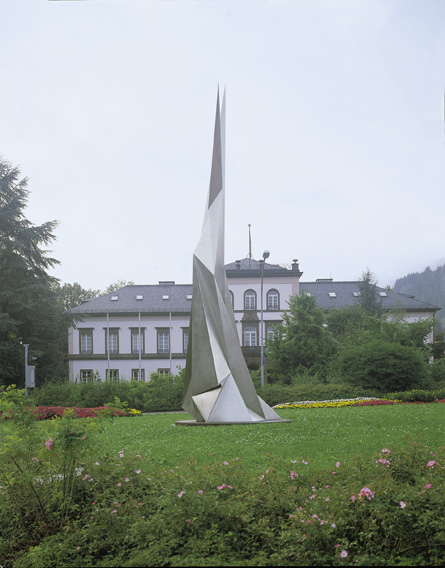
Schramberg

## Distinctions
- : Officier de l'ordre du Mérite de la République fédérale d'Allemagne